# 溪柄镇
溪柄镇是中国福建省宁德市福安市下辖的一个镇。

## 行政区划
溪柄镇共辖1个居委会、24个行政村，分别是：
兴龙社区、溪柄村、立峰村、北山村、仙洋里村、扆山村、田坂村、长洋村、港里村、龙潭面村、水田村、黄澜村、浦后村、白沙村、楼下村、榕头村、斗面村、东坪村、山下村、三村、溪南村、茜洋村、采花桥村、坑口村和横坑村。